# Irish League 1949-1950
L'Irish League 1949-1950 è stata la 49ª edizione della prima divisione del campionato nordirlandese di calcio.
Il campionato era formato da dodici squadre e il Linfield vinse il titolo. Non vi furono retrocessioni.

## Classifica finale
| Pos. | Squadra          | G  | V  | N | P  | GF | GS | Punti |
| ---- | ---------------- | -- | -- | - | -- | -- | -- | ----- |
| 1    | Linfield         | 22 | 17 | 4 | 1  | 64 | 27 | 38    |
| 2    | Glentoran        | 22 | 18 | 2 | 2  | 70 | 25 | 38    |
| 3    | Distillery       | 22 | 13 | 3 | 6  | 48 | 31 | 29    |
| 4    | Derry City       | 22 | 12 | 5 | 5  | 44 | 29 | 29    |
| 5    | Glenavon         | 22 | 10 | 4 | 8  | 51 | 38 | 24    |
| 6    | Ards             | 22 | 7  | 6 | 9  | 34 | 38 | 20    |
| 7    | Bangor           | 22 | 8  | 3 | 11 | 38 | 36 | 19    |
| 8    | Ballymena United | 22 | 5  | 5 | 12 | 29 | 49 | 15    |
| 9    | Portadown        | 22 | 3  | 9 | 10 | 33 | 52 | 15    |
| 10   | Coleraine        | 22 | 5  | 4 | 13 | 38 | 61 | 14    |
| 11   | Crusaders        | 22 | 4  | 5 | 13 | 37 | 69 | 13    |
| 12   | Cliftonville     | 22 | 3  | 4 | 15 | 34 | 65 | 10    |

G = Partite giocate; V = Vittorie; N = Nulle/Pareggi; P = Perse; GF = Goal fatti; GS = Goal subiti; 